# Häst & Ponny
Häst & Ponny är en serie svenska datorspel om hästar. Det första spelet gavs ut av Rabén Multimedia, senare spel och nyutgåvor gavs ut av dess efterföljare, främst Pan Vision.

## Historik
Det första spelet i serien, Häst och ponny – i stallet släpptes 1997. Det gavs ut av Rabén Multimedia och utvecklades av ABCD-ROM (då ett dotterbolag till Strix Television).
Nästa spel var Häst & Ponny – varsågod och rid som släpptes i maj 1998. Det utvecklades av o2 interactive Media och Refraction Games. Rabén Multimedia hade då gått ihop med Norstedts CD-ROM-avdelning och bildat Norstedts Rabén Multimedia som släppte det nya spelet. Nyutgåvor skulle senare ges ut av de efterföljande företagen Levande Böcker och Pan Vision. Spelet exporterades senare till flera andra länder.
År 2006 gav Pan Vision ut ett nytt spel i serien, Häst & Ponny – Min första ponny. Det utvecklades av Upside Studios som skulle utveckla ytterligare två Häst & Ponny-spel.
År 2009 var tre av Häst & Ponny-spelen bland de tjugo mest sålda datorspelen i Sverige.

## Spel
- Häst och ponny – i stallet (1997)
- Häst & Ponny – varsågod och rid (1998)[3]
- Häst & Ponny – Min första ponny (2006)[10]
- Häst & Ponny – Ridskolan (2007). Nominerades till "Årets barnspel" vid Nordic Game Awards 2008.[11]
- Häst & Ponny – Ridlägret (2009)

Pan Vision använde även namnet Häst & Ponny för lokaliserade hästspel:
- Häst & Ponny – Rivalerna för Nintendo 3DS (2012, ursprungligen Riding Stables 3D)[12][13]